# 羅南師団管区
羅南師団管区（らなんしだんかんく）は、1940年8月から1941年10月まで、当時日本の植民地だった朝鮮の北東部に置かれた日本陸軍の管区である。第19師団が管轄した。前の第19師団管区が改称したもので、1年後に羅南師管に改称してなくなった。

## 解説
師団管区は、日本の内地における師管に相当する地区で、朝鮮には1939年（昭和14年）に第19師団管区と第20師団管区の2つが置かれていた。日本の師管は長らく師団に対応する番号を冠しており、第19師団管区は朝鮮北東部に常駐する第19師団に対応していた。
しかし内地では、日中戦争の長期化で多くの師団が大陸に出て帰らなくなったため、一部で50番台の師団を新設して師管を管轄することにした。その際に第51師管などを作ることはせず、師管と師団管区をすべて地名で呼ぶことにした。1940年、昭和15年軍令陸第20号（7月24日制定、26日公布、8月1日施行）の陸軍管区表改定で、第19師団管区は羅南師団管区に改称した。朝鮮の師団は動かなかったので、ひきつづき第19師団が管轄した。下に属する兵事区も変わらず、咸鏡北道の羅南兵事区と咸鏡南道の咸興兵事区が隷した。
1941年8月5日制定（6日公布）の昭和16年軍令陸第20号による陸軍管区表改定で、師団管区を内地と同じく師管と呼ぶことになり、羅南師団管区は11月1日に羅南師管に改称した。管轄地、兵事区に変更はなかった。